# (You Got) The Power of Love
(You Got) The Power of Love är en singel av The Everly Brothers och skriven av Bonnie Bramlett och Joey Cooper, i Hollywood 3 februari 1966. Bland musikerna återfanns Glen Campbell, Larry Knechtel, Jim Gordon och Hal Blaine. 
Singeln gavs ut på skivbolaget Warner Brothers i april 1966. Sången finns med på albumet In Our Image, även det utgivet av Warner Brothers.